# Presidentsverkiezingen in de Oranje Vrijstaat 1893
Op 22 november 1893 werden in de Oranje Vrijstaat presidentsverkiezingen gehouden. Er deden drie kandidaten mee. Regerend staatspresident Francis William Reitz werd met grote meerderheid herkozen.

## Geschiedenis
Aan de verkiezingen deden drie kandidaten mee:
- Francis William Reitz, zittend staatspresident. Dit was de kandidaat die door de Volksraad was aangedragen.
- Aart Anthonie van der Lingen, dominee
- Stephanus Petrus de Beer, landdrost van Bloemfontein

## Uitslag[1]
| Kandidaat                    | Stemmen | %      |
| ---------------------------- | ------- | ------ |
| Francis William Reitz        | 4.917   | 66,01  |
| Aart Anthonie van der Lingen | 1.802   | 24,19  |
| Stephanus Petrus de Beer     | 730     | 9,80   |
| Totaal                       | 7.449   | 100,00 |

Presidentsverkiezingen: 1854 · 1855 · 1859 · 1863 · 1868 · 1873 · 1878 · 1883 · 1888 · 1893 · 1896